# Lake Arrowhead
Lake Arrowhead est une communauté non incorporée (faisant partie d'un census-designated place du même nom) située dans le comté de San Bernardino, en Californie. Jouxtant le Lake Arrowhead Reservoir, elle se trouve dans les montagnes de San Bernardino, à l'intérieur de la forêt nationale de San Bernardino. Elle avait 8 934 habitants en 2000.
Le tourisme est le moteur de l'économie locale ; la région accueille plus de 4 millions de visiteurs chaque année.